# Mario Novello
Mario Novello (Rio de Janeiro, 1942) é um cosmólogo brasileiro. Formulou a Teoria do Universo Eterno, sem início e sem fim, que contraria a tese da grande explosão (Big Bang) como o marco zero do Universo.
Mestre em Física pelo Centro Brasileiro de Pesquisas Físicas (1968) (sob orientação de José Leite Lopes) e doutor em física pelo Instituto de Física Teórica da Universidade de Genebra (sob orientação de Josef-Maria Jauch), é pesquisador do Centro Brasileiro de Pesquisas Físicas (CBPF), onde coordena o Instituto de Cosmologia, Relatividade e Astrofísica (ICRA).  Também realizou pesquisas de pós-doutorado no Departamento de Astrofísica da Universidade de Oxford. 
Criou em 1976 o grupo de Cosmologia e Gravitação, no âmbito do Centro Brasileiro de Pesquisas Físicas (CBPF), inaugurando  o estudo sistemátco da cosmologia no Brasil. Desde 1982 dirige a Escola Brasileira de Cosmologia e Gravitação do  CBPF. Em 2003 criou o Instituto de Cosmologia Relatividade e Astrofisica (ICRA) do CBPF. 
Novello notabilizou-se por propor, no final da década de 1970, uma explicação alternativa à teoria do Big Bang, que se tornara hegemônica no meio científico e segundo a qual o Universo surgiu num certo momento, há cerca de 14 bilhões de anos, numa explosão gigantesca. Novello atribui o sucesso da teoria do Big Bang ao fato de confirmar ou, pelo menos, não contrariar as explicações religiosas de que o Universo foi criado por Deus. Segundo o físico, "esse modo de descrever a criação, os momentos iniciais do Universo, tem seu análogo em diversas religiões que identificam em suas cosmogonias o tempo mítico/mágico no qual os deuses se debruçaram para além de suas atividades usuais a fim de empreender a criação do mundo". Em 1979, Novello elaborou o primeiro modelo cosmológico com solução analítica que inclui o bouncing (ricochete). Nesse modelo, o Universo possui uma fase anterior de colapso, na qual o volume total do espaço diminuiu com o tempo, atingindo um valor mínimo e, depois, passando a se expandir. A explicação formulada parte do pressuposto de que o Universo é eterno e único, não tendo sido criado. "A ciência não tem como provar que o Universo começou com uma explosão, simplesmente porque não é possível medir quantidades físicas de valor infinito. Até Einstein se posicionou contra o modelo da explosão. Vale lembrar que Einstein também se posicionou contra a Mecânica quântica e o Princípio da incerteza, quando da sua fundação por Niels Bohr e Werner Heisenberg, afirmando que esta não fosse uma teoria Completa, e disputou contra esta teoria e a Interpretação de Copenhague, no entanto, Einstein estava errado em ambos os casos.   Mas nem ele foi capaz de impedir que os cientistas teimassem que o único universo viável era o do Big Bang. Defendo a teoria de que existiu uma fase anterior do Universo, caracterizada pelo colapso, até perto do momento de condensação máxima — quando teria tido um volume extremamente pequeno. Depois, começou uma fase de expansão, que é a que vivemos. Essa teoria, chamada de universo eterno dinâmico [...], permite imaginar que o Universo tenha atravessado vários momentos de retração e expansão." A teoria de Novello é apresentada em artigo publicado em 2008 na revista  Physics Reports  tendo sido apresentada por Novello em seus livros Cosmos e Contexto (1989), O que é Cosmologia? (2006) e Do Big Bang ao universo eterno (2010), entre outros.

## Homenagens e distinções
Em 2004, Novello recebeu o título de Doutor Honoris Causa da Universidade de Lyon, por seus estudos sobre a origem do Universo e pelo desenvolvimento de modelos cosmológicos sem singularidade. Em 2008,  foi nomeado "Cesare Lattes ICRANet Professor", pelo Comitê Científico do International Center for Relativistic Astrophysics (ICRANet), presidido pelo Prêmio Nobel da Física Riccardo Giacconi. Em novembro de 2010, foi homenageado pela comunidade científica internacional com a realização do I Symposium Mario Novello on Boucing Models. Em 2012, tornou-se pesquisador emérito do Centro Brasileiro de Pesquisas Físicas.  Em agosto do mesmo ano, foi também homenageado com a realização do 70th Anniversary Symposium Mario Novello. 

## Publicações
Mario Novello publicou mais de 150 artigos científicos em revistas internacionais. É autor, entre outros livros, de Cosmos et contexte (Paris, Ed. Masson, 1987; publicado em português como Cosmos e Contexto: Forense Universitária, 1988), O círculo do tempo: um olhar científico sobre viagens não-convencionais no tempo (Rio de Janeiro, Ed. Campus, 1998), O que é Cosmologia? (Zahar, 2006), Do Big Bang ao universo eterno (Zahar, 2010), Cosmologia (Livraria da Física, 2010),  Eletrodinâmica não linear: causalidade e efeitos cosmológicos (com Erico Goulart; Livraria da Física, 2010),  Máquina do tempo: um olhar científico (Zahar, 2005) e Os sonhos atribulados de Maria Luísa (Zahar,  2000).